# Charles Delioux
Jean Charles Delioux de Savignac, dit Charles Delioux, est un pianiste et compositeur français né le 17 avril 1825 à Lorient et mort le 12 novembre 1915 à Paris.

## Biographie
Jean Charles Delioux de Savignac naît le 17 avril 1825 à Lorient,,.
Fils d'un commissaire de la Marine, il commence l'apprentissage de la musique avec son père.
Enfant prodige, Delioux se perfectionne auprès de Pierre Joseph Guillaume Zimmerman, se produit en 1839 aux Tuileries devant Louis-Philippe et la famille royale, puis à la cour d'Angleterre, avant d'entrer au Conservatoire de Paris en 1845, où il travaille l'harmonie avec Auguste Barbereau et le contrepoint, la fugue et la composition avec Fromental Halévy,.
Au Conservatoire, il obtient un premier accessit de contrepoint et fugue en 1845. En 1847, il est admis au concours du prix de Rome mais échoue. Il sort du Conservatoire en 1849 et se consacre dès lors à l'enseignement et à la composition. En 1851, il fait représenter au Gymnase l'opéra-comique Yvonne et Loïc,.
Pour Marmontel, Charles Delioux « a toujours concilié les libres allures et l'indépendance nécessaire au talent, avec la tenue irréprochable et la distinction mondaine, sans lesquelles le mérite reste trop facilement déclassé. De là l'autorité spéciale qu'il a possédée dès la première heure dans la carrière de l'enseignement ». Alexis de Castillon compte au nombre de ses élèves.
Comme compositeur, Delioux est l'auteur de plus d'une centaine de pièces pour son instrument, des exercices, des études et des transcriptions, notamment, des œuvres de « goût, […] style et [d']élégance de la forme », et de plusieurs mélodies,,. Officier de l'instruction publique, ses ouvrages d'enseignement et transcriptions d'œuvres classiques sont en usage au Conservatoire. Pour Marmontel, ses compositions « se distinguent par la franchise des idées, la netteté d'exposition, l'élégant contour des mélodies et la distinction des harmonies ».
Charles Delioux meurt le 12 novembre 1915 à Paris (17e arrondissement de Paris),.

## Œuvres
Parmi ses œuvres, figurent :

### Pièces pour piano
- Recueil de 3 pièces (Tourment - Marche funèbre - Caprice) ;
- Souvenirs d'Italie ;
- Le Retour du chevalier ;
- Marche guerrière ;
- Brillante ballade ;
- Notre-Dame d'Auray ;
- Carnaval espagnol ;
- Impressions de voyage (1. Chanson aragonaise, 2. Chanson toscane) ;
- Pensées musicales (12 pièces).

### Opéra-Comique
- Yvonne et Loïc, livret de Michel Carré et Charles Narrey, représenté au Gymnase (15 novembre 1851[4]).

### Mélodies
- Le Géant, paroles de Victor Hugo ;
- Chanson de Ronsard ;
- Aubade à Molière ;
- Les Filles de Cadix ;
- Le Retour ;
- Le Rhin allemand, paroles d'Alfred de Musset.

### Ouvrages didactiques
- Cours complet d'exercices ;
- Études de mécanismes (en 2 volumes) ;
- Quatre recueils de transcriptions classiques ;
- Paraphrase sur le Chœur des pèlerins de Tannhäuser.